# Warning Track
Der Warning Track (dt: Warnstreifen) ist der umlaufende Randstreifen eines Baseballfeldes zwischen dem Rasenfeld und der Wand bzw. dem Zaun der Spielfeldbegrenzung. Er dient dazu, dass ein Outfielder, der in Richtung Zaun läuft und dabei auf den von hinten anfliegenden Ball schaut, nicht ohne Vorwarnung gegen den Zaun prallt.
Nicht jedes Baseballfeld hat einen solchen Streifen. In den meisten Profiligen gehört er jedoch zu den Platzbauauflagen, aber auch für internationale Wettkämpfe (Europameisterschaft, Weltmeisterschaft) ist der Warning Track vorgeschrieben. In Amateurligen wie in Deutschland wird der Warnstreifen beim Platzneubau meistens miteinbezogen, um auch beim Austragen von Europäischen Wettbewerben die Auflagen zu erfüllen.
Die Beschaffenheit und das verwendete Material unterscheiden sich vom Rasenbelag. Die Oberfläche besteht in der Regel aus einem Sand- bzw. Kleinkorn (0,1 – 0,4 mm Korngröße), wie zum Beispiel Tennenbelag. Die Farbgebungen variieren von Hellrot über Dunkelorange bis Grau.
Die unterschiedliche Beschaffenheit und Farbe hilft den Feldspielern bei der Verfolgung eines Flyball, ihren Fokus auf dem Ball zu behalten und gleichzeitig die Nähe zur Feldbegrenzung wahrzunehmen, wodurch schmerzhafte Kollisionen mit dem Außenzaun verhindert werden.
Der Streifen wird auch als Fahrbahn für Wartungsgeräte und -fahrzeuge benutzt, um nicht die Rasenfläche zu beschädigen.
Die Breite bzw. Tiefe des Streifens variiert je nach Baseballfeld: Generell wird eine Breite von drei Laufschritten eines Feldspielers eingeplant. Gängige Maße beginnen bei zwei Metern in den Schülerligen und vergrößern sich auf bis zu fünf Meter in den höchsten Profiligen.

## Herkunft

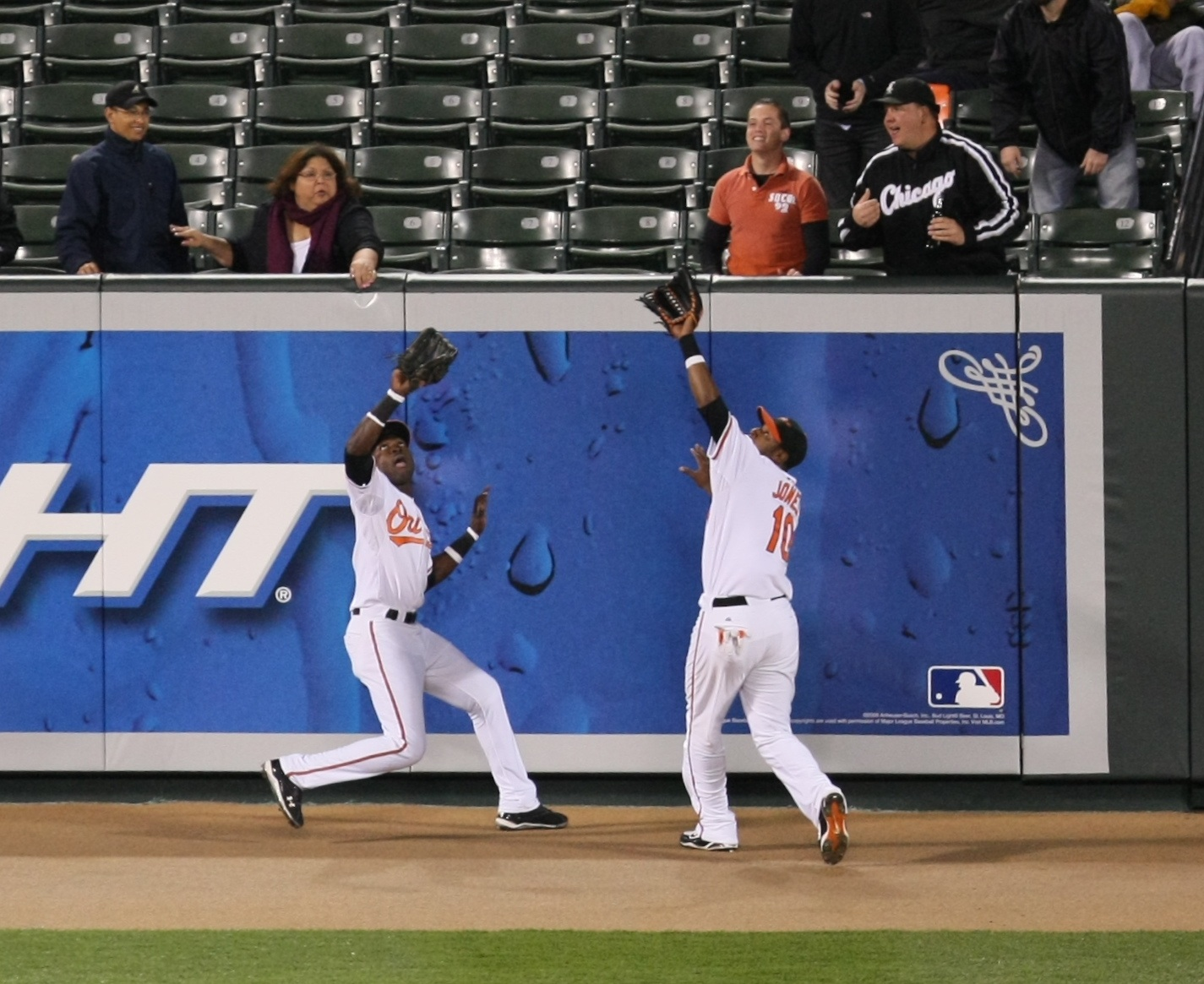
Zwei Outfielder der Baltimore Orioles auf dem Warning Track versuchen einen Flyball zu fangen

Die Idee des Warning Track hat seinen Ursprung vom Yankee Stadium in New York. Um im Stadion auch Leichtathletik-Veranstaltungen abhalten zu können, wurde ursprünglich eine Laufbahn eingebaut. Die Baseballspieler erkannten schnell den Nutzen der Laufbahn für ihr Spiel und bald darauf hatte jedes Stadion seinen eigenen Warning Track.
Es ist häufig zu sehen, wie Outfielder gegen die Außenfeldwand laufen, um einen Ball zu fangen. Die Gründe dafür sind verschieden: Manchmal nimmt der Outfielder die Warnung der Nähe zur Begrenzung nicht wahr oder er versucht in seinem sportlichen Ehrgeiz, auch Bälle knapp an der Wand zu fangen. Aus diesem Grund sind die Outfield-Begrenzungen meist mit einer Polsterung versehen.
Warning-track power wird als abfällige Bemerkung gegenüber Spielern verwandt, die zwar einen weiten Fly Ball schlagen, welcher aber kurz vor der Außenfeldbegrenzung im Handschuh des Gegners landet, statt als Home Run den Zaun zu überqueren.